# Alcoholvrij
Alcoholvrij is de aanduiding voor producten die, volgens de geldende Europese en Nederlandse wetgeving, zo genoemd mogen worden, indien het alcoholvolume niet hoger is dan 0,5%.
Een alcoholvolume van 0,5% wordt veroorzaakt door de restsporen van de gisting van natuurlijke suikers. Zo kunnen in cola, sinaasappelsap of een gebakken brood zo maar alcoholpercentages tot 0,2% voorkomen. De Nederlandse bierbrouwers en het Productschap Dranken hanteren een bovengrens van 0,1% voor de term 'alcoholvrij bier'. Bieren met een alcoholpercentage tot 1,2% worden 'alcoholarme' bieren genoemd.